# Jordan Adéoti
Jordan Adéoti (Tolosa, 19 marzo 1989) è un calciatore francese naturalizzato beninese, centrocampista del Laval e della nazionale beninese.

## Carriera

### Club
Dal 2012 al 2014 gioca due stagioni nella seconda serie francese con il Laval.
Nel 2014 viene acquistato dal Caen, in Ligue 1.

### Nazionale
Ha esordito con la nazionale beninese nel 2012; nel 2019 ha partecipato alla Coppa d'Africa.

## Palmarès

### Club

#### Competizioni nazionali
- Championnat National: 1

Laval: 2021-2022